# Aeronautica militare del Burundi
L'Armée Nationale du Burundi è l'attuale aeronautica militare del Burundi e parte integrante della Forza di difesa nazionale del Burundi.

## Aeromobili in uso
Sezione aggiornata annualmente in base al World Air Force di Flightglobal del corrente anno. Tale dossier non contempla UAV, aerei da trasporto VIP ed eventuali incidenti accorsi durante l'anno della sua pubblicazione. Modifiche giornaliere o mensili che potrebbero portare a discordanze nel tipo di modelli in servizio e nel loro numero rispetto a WAF, vengono apportate in base a siti specializzati, periodici mensili e bimestrali. Tali modifiche vengono apportate onde rendere quanto più aggiornata la tabella.
| Aeromobile                       | Origine          | Tipo                                           | Versione (denominazione locale) | In servizio (2024) | Note                                |  |
| Aerei da combattimento           |                  |                                                |                                 |                    |                                     |  |
| Aermacchi SF-260                 | Italia           | aereo da attacco leggeroaereo da addestramento | SF-260WLSF-260TPSF-260C         | 5                  | 8 SF-260WL e 4 SF-260TP consegnati. |  |
| Aerei da trasporto               |                  |                                                |                                 |                    |                                     |  |
| Dassault Falcon 50               | Francia          | Aerei da trasporto                             | Falcon 50                       | 1                  | 1 consegnato.                       |  |
| Douglas C-47 Dakota              | Stati Uniti      | Aerei da trasporto                             | C-47                            | ?                  | 2 consegnati.                       |  |
| Dornier Do 27                    | Germania         | Aerei da trasporto                             | Do.27Q-4                        | 1                  | 1 consegnato.                       |  |
| Aerei da addestramento           |                  |                                                |                                 |                    |                                     |  |
| Cessna-Reims FRA150L             | Stati Uniti      | Aereo da addestramento                         | FRA150L                         | 2                  | 3 consegnati.                       |  |
| Elicotteri                       |                  |                                                |                                 |                    |                                     |  |
| Mil Mi-8 Hip                     | Unione Sovietica | elicottero multiruolo                          | Mi-8                            | 1                  | 4 consegnati.                       |  |
| Mil Mi-35 Hind                   | Unione Sovietica | Elicottero d'attacco                           | Mi-24D Hind-DMi-24V Hind-F      | 12                 | 2 Mi-24V e 1 Mi-24D consegnati.     |  |
| Aérospatiale AS 350 Écureuil     | Francia          | Elicotteri utility                             | AS 350B                         | 1                  | 1 consegnato.                       |  |
| Aérospatiale SA 341 Gazelle      | Francia          | Elicotteri utility                             | SA 342L                         | 6                  | 6 consegnati.                       |  |
| Sud-Aviation SA 316 Alouette III | Francia          | Elicotteri utility                             | SA-316B                         | 3                  | 5 consegnati.                       |  |